# Engine
Mit Engine (vom Englischen für den „Antrieb“ oder „Motor“; deutsch Funktionseinheit) wird in der Informationstechnologie ein eigenständiger Teil eines Computerprogramms bezeichnet. Eine Engine ist für komplexe Berechnungen oder Simulationen zuständig. Oft läuft eine Engine selbsttätig im Hintergrund, ohne unmittelbar von einer Steuerung durch den Benutzer abhängig zu sein.

## Weitere Einzelheiten
Eine Engine ist in der Regel für eine bestimmte Aufgabe entworfen, nach der unterschieden wird. Beispiele dafür sind:
- Spiel-Engine
- Grafik-Engine
- Physik-Engine
- Layout-Engine
- HTML-Rendering-Engine
- Template Engine
- Business-Rule-Engine
- Business Process Engine
- Datenbank-Engine (DBMS)